# Teodevino di Porto
Teodevino o Teodino (Theodwin in alto tedesco medio; ... – Regno di Gerusalemme, 7 marzo 1151 o luglio 1153 a Roma) è stato un cardinale, vescovo cattolico e diplomatico tedesco.

## Biografia
Teodevino fu abate di Gorze dal 1126 fino al 1133 circa, quando fu elevato a cardinale vescovo di Porto, carica che mantenne fino alla morte pur risiedendo solo per brevissimi tratti del suo episcopato nel territorio della propria diocesi. Divenne inoltre sottoscrittore dei privilegi solenni papali tra il 7 giugno 1135 e il 15 giugno 1150.
Teodevino era l'unico cardinale tedesco della sua epoca. Per questo motivo era particolarmente influente nella curia romana, fungendo spesso da legato pontificio in Germania (seppur non sempre in maniera ufficiale). Era amico intimo di Corrado III di Germania e lo sostenne nella sua ascesa al trono nel 1138: non solo presenziò alla sua elezione a Coblenza, ma fu addirittura lui stesso, il 13 marzo, ad incoronarlo solennemente Re dei Romani ad Aquisgrana, dato che l'arcivescovo di Colonia, Arnoldo di Randerath, cui sarebbe spettato questo compito, era stato da poco eletto e non aveva ancora ricevuto il pallio. In quanto cardinale, partecipò alle elezioni papali del 1144 e del 1145. Prima della seconda crociata, nel 1145, la curia lo inviò nuovamente oltralpe nel tentativo di mediare in alcune dispute politiche interne con la speranza che una risoluzione avrebbe permesso alla nobiltà tedesca di partecipare alla crociata. Prese poi parte alla crociata in qualità di rappresentante pontificio al seguito di Corrado e nel 1147 partecipò al concilio tenutosi a Tolemaide tra l'imperatore tedesco, il re Luigi VII di Francia e il re Baldovino II di Gerusalemme.
All'indomani della fallita crociata, quando la reputazione dell'imperatore era in declino, Ruggero II di Sicilia convinse Teodevino a scrivere a Corrado per persuaderlo che i normanni non fossero nemici, bensì alleati dei crociati. Questa operazione faceva parte di un più ampio disegno volto a rompere l'alleanza da poco stabilita tra il Sacro Romano Impero e i Bizantini, ai quali Ruggero desiderava sottrarre dei territori. Secondo l'abate Sugerio, Goffredo, vescovo di Langres, che viaggiava al seguito Luigi VII di Francia ed Eleonora d'Aquitania, potrebbe aver avuto un'influenza notevole sulle missive di Teodevino; l'evidente sentimento antibizantino di Teodevino infatti, molto diffuso nella curia dell'epoca, ebbe un ruolo non trascurabile nei negoziati. L'intera trattativa, tuttavia, fu condotta senza l'appoggio di papa Eugenio III, la cui politica era più moderata (e antisiciliana). Eugenio informò persino Wibaldo di Stavelot che l'opinione di Teodevino, così come quella di Bernardo di Chiaravalle, non era in linea con il pensiero papale e doveva quindi essere ignorata.
Qualche tempo dopo il 15 giugno 1150, Teodevino fu nuovamente inviato come legato in Terra santa, dove morì, molto probabilmente il 7 marzo 1151. Tuttavia, alcuni documenti suggeriscono che abbia preso parte all'elezione papale del 1153, nella quale fu eletto papa Anastasio IV, e che sia morto poco dopo a Roma.